# Sistema reticuloendotelial
El 1913, Aschoff i Landau individualitzaren un sistema cel·lular, diferenciant-lo funcionalment del teixit mesenquimatós difús, que anomenaren sistema reticuloendotelial.
Les cèl·lules del sistema reticuloendotelial tenen la capacitat d'acumular, en forma de grànuls, els colorants àcids (activitat granulopoètica). En conseqüència, en quedarien excloses les cèl·lules endotelials dels vasos sanguinis i limfàtics, així com els fibroblastes, puix que la seva activitat granulopoètica és feble. El sistema retículoendotelial, concebut a la manera d'Aschoff, estaria constituït per:
- Les cèl·lules reticulars de la polpa esplènica, del retícul ganglionar i del teixit limfàtic en general
- Les cèl·lules reticuloendotelials dels sins limfàtics dels ganglis, dels sins sanguinis de la melsa i dels capil·lars del fetge, moll de l'os, escorça suprarenal i hipòfisi
- Els histiòcits (elements mòbils del teixit conjuntiu), els espleòcits i els histiòcits hemàtics

A aquests grups cel·lulars s'hi han afegit posteriorment les cèl·lules del reticle del timus i del pàncrees, algunes cèl·lules perivasculars del testicle, elements cel·lulars del reticle adventici del sistema nerviós i de la mesoglia.
Finalment, Volterra va negar l'existència de límits al sistema retículoendotelial, concebint-lo com un sistema estès per tot l'organisme i que comprèn, a més de les cèl·lules citades, les cèl·lules acoblades al retícul perivascular dels vasos i les cèl·lules indiferenciades del teixit conjuntiu lax (hemohistioblastes o clasmatòcits). Va anomenar sistema reticulohistiocitari a aquest conjunt d'elements cel·lulars.